# Blyn
Blyn – jednostka osadnicza w Stanach Zjednoczonych, w stanie Waszyngton, w hrabstwie Clallam.